# اصول دوازده‌گانه خوشنویسی اسلامی
قواعد یا اصول دوازده‌گانهٔ خوشنویسی قواعدی است که در اغلب خطوط رایج در خوشنویسی به ویژه در خطوط ششگانه و خط نستعلیق به‌کار برده می‌شود. تنظیم این قواعد که بیش از هزار سال دوام یافته و اعتبارش را حفظ کرده به ابن مُقلهٔ بیضاوی شیرازی (شوال ۲۷۲–۳۲۸ قمری/ مارس ۸۸۶–۹۴۰ میلادی)_ وزیر عباسیان به کمک برادرش ابوعبدالله حسن در اواخر سده سوم و اوایل سده چهارم هجری_ نسبت داده می‌شود.

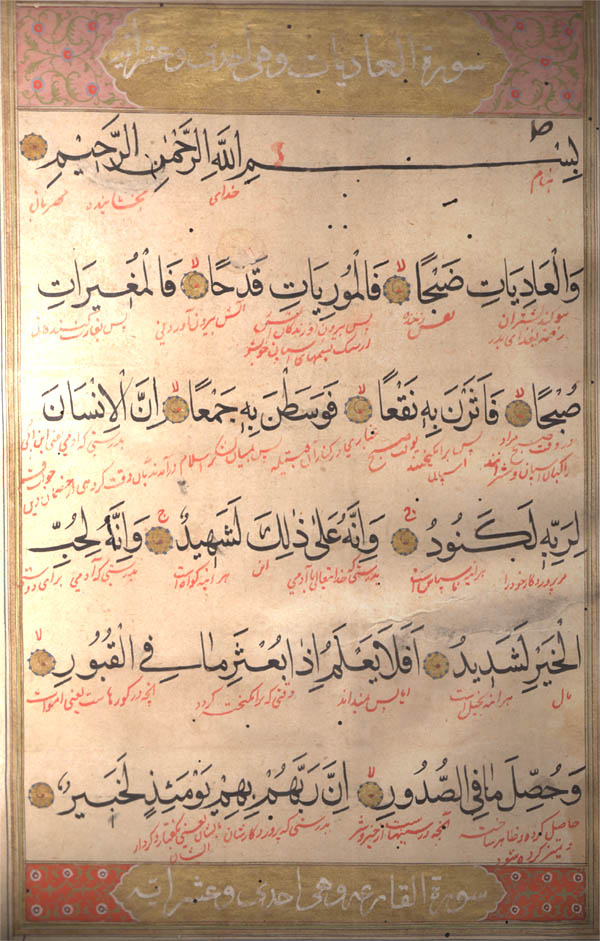
برگی از قرآن به خط نسخ

ابن مُقله با تکمیل و دسته‌بندی خط‌های گوناگونی که در میان رونویسان و خوشنویسان آن زمان رواج داشت و گفته می‌شود که در آن زمان بسیار متنوع شده بود، خطوط را سامان
مند کرد. آنان پایهٔ خطوط را بر سطح و دور نهادند یعنی میزانِ سنجشِ حروف و کلمات و خطوط به نسبتِ حرکات مستقیم یا منحنی شان. ابن مقله با مهندسی کردن ابعاد حروف و تعیین اساس قواعد دوازده‌گانه در خط، خوشنویسی اندازه حروف را براساس نقطه سنجید. او برای هر خط طول الف و اندازه یک حرف دایره‌ای شکل را مبنا قرار داد.
قواعد یا اصول دوازده‌گانه خوشنویسی گام مهمی در ارتقاء نگارش حروف با خط خوش در خوشنویسی و ممتاز کردن این هنر خوشنویسی اسلامی به نزد سایر ملل به‌شمار می‌رود.
همچنین ابن مقله از دسته‌بندی خط‌های موجود، به معرفی خطوطی پرداخت که به خطوط ششگانه یا اقلام سِته معروف شدند. این خطوط عبارتند از: مُحَقَّق، ریحان، ثُلث، نَسخ، رِقاع و توقیع. وجه تمایز این خطوط در اختلاف شکل حروف و کلمات و همچنین نسبت سطح و دور در هر کدام می‌باشد. او برای این خطوط قواعدی وضع کرد که به اصول دوازده‌گانه خوشنویسی معروفند و بعدها در خطوط ابداعی دیگر نیز همین اصول بکار رفت و تا امروز اهمیت خود را حفظ کرده‌است.
نام‌های عربی این اصول دوازده‌گانه عبارتند از: ترکیب، کرسی، نسبت، ضعف، قوت، سطح، دور، صعود مجازی، نزول مجازی، اصول، صفا و شأن. ترجمهٔ فارسی نام این اصول در پرانتز آمده‌است:
- قاعدهٔ اصول (استواری): به معنی حُسن نگارش حروف و استحکام آنها از جهات: قوت، ضعف، سطح، دور، صعود، نزول، سواد، بیاض و ارسال است.
- قاعدهٔ نسبت یا تناسب (هم‌اندازگی): بدین معنی که حروف و شکل‌های مشابه هم، در همهٔ موارد به یک اندازه باشند.
- قاعدهٔ ترکیب (هماهنگی): یعنی آمیزش و در کنار هم قرار گرفتن هماهنگ و دلپذیر حروف، کلمات، جمله‌ها و سطرها با یکدیگر به گونه‌ای که از حُسنِ ترکیب برخوردار باشند.
- قاعدهٔ کرسی (قالب‌پذیری): یعنی نوشتن با توجه به خط کرسی انجام شود. کرسی کوچک‌ترین مستطیلی است که واژه‌ها و حرف‌ها را در بر می‌گیرد و با زاویه قلم‌گذاری برابر است.[۲]

دو اصطلاح «صفا» و «شأن» صفتِ خطی است که به مرحلهٔ کمال رسیده باشد که پس از سال‌ها تمرین و مُمارست و کارآزمودگی در خوشنویسی پدید می‌آید در توصیف این دو گفته‌اند:
ابن مُقله قواعد خوشنویسی را به دو بخش تقسیم کرده‌است:
- حُسن تشکیل (خوش‌ساختی): که از قاعدهٔ اصول و نسبت پدید می‌آید.
- حُسن وضع (خوش‌نشینی): که از قواعد ترکیب و کرسی در آن تبعیت می‌شود.
- صفا (شادابی): حالتی است که طبعِ خطاط از نوشتهٔ خود شاد و چشمش روشن می‌شود تا جایی که سلطان علی مشهدی در بیتی می‌گوید.

| داند آن کس که آشنای دل است |
| که صفای خط از صفای دل است  |

- شأن (دل‌نشینی): کیفیتی است از خط که چون پدید آید خطاط به نگریستن در خط مجذوب شود و احساس خستگی نکند.

بعد از ابن مُقله خوشنویسان دیگری نیز به‌تدریج این اصول را گسترش دادند. ابن بَوّاب هنرمند دیگری بود که تقریباً یک سده پس از ابن مُقله در تکامل این قواعد کوشید. او در ضمنِ به‌کار بستن قواعد دوازده‌گانه، با دقت در تراشِ قلم و انتخاب مُرَکَّب و نیز با تربیت شاگردان متعدد در تکمیل اقلام ثُلث و نَسخ و رِقاع تأثیرگذار بود. برخی سنجش حروف با میزان نقطه را به ابن بَواب نسبت می‌دهند.